# Лоренс Кольберг
Ло́ренс Ко́льберг (25 жовтня 1927, Нью-Йорк — 19 січня 1987, Вінтроп) — американський психолог, створив теорію морального розвитку особистості.

## Життєпис
Народився у сім'ї середнього матеріального достатку. Лорі в дитинстві був активною і допитливою дитиною. Твір Ф. М. Достоєвського «Брати Карамазови» вплинув на світогляд та життєві ціннісні орієнтири Л. Кольберга. Після закінчення школи він подався у матроси на європейське вантажне судно, на якому євреї-біженці могли дістатися до Палестини (нині Ізраїль). Саме цей період життя був переломним для Л. Кольберга, який все частіше замислювався над ідеями добра і зла.
Проблемою пошуку справедливості Лоренс Кольберг переймався все життя. Повернувшись до Америки він блискуче закінчує Чиказький університет, у 1949 р. отримує ступінь бакалавра. У 1958 році захищає докторську дисертацію. З 1959 по 1961 рр. працює професором у Єльському університеті, з 1962 по 1968 рр. очолює кафедру психології у Чиказькому університеті. Теорія морального розвитку є авторитетною та значущою у психології та педагогіці виховання, набуває популярності у всьому науковому товаристві. Л.Кольберг постійно подорожує по всьому світові, проводить наукові дослідження серед дітей та підлітків, у єврейських самокерованих поселеннях (кібуцах), жіночих тюрмах тощо. На основі відповідей (моральних суджень) піддослідних, після того, як вони прослухали історію з моральною дилемою (Дилема Хайнца) Л.Кольберг відпрацьовує теорію морального розвитку особистості, яку постійно доповнює новими результатами експериментів. Так, під час однієї з подорожей (1971 р.) він заражається небезпечною інфекцією, і все подальше життя страждає від постійних болів.
У період найвищої популярності, 19 січня 1987 р. помирає, здійснивши самогубство.

## Теорія морального розвитку особистості
Шість стадій морального розвитку за Л.Кольбергом мають 3 послідовні рівні: доконвенційний (доморальний), конвенційний (моральний) та постконвенційний (індивідуально-усвідомлених моральних принципів). Основа його ідеї полягає в тому, що у процесі інтелектуального розвитку особистості відбувається зміна її моральних суджень.
| Критерії порівняння Стадії       | Мотиви поведінки (потреби особистості)                                                                       | Когнитивні настановлення, мовленнєві конструкції | Характеристика поведінкових проявів                                                                              |
| Рівень 1. Доконвенційна мораль   | Рівень 1. Доконвенційна мораль                                                                               | Рівень 1. Доконвенційна мораль | Рівень 1. Доконвенційна мораль                                                                                   |
| -------------------------------- | --- | --- | --- |
| 1 стадія                         | Уникнення покарання                                                                                          | Орієнтація на покарання. «Я дотримуюсь правил — я уникаю покарань!», «Це можна або не можна!»                                                                        | Дитина слухняна, намагається підкоритися                                                                         |
| 2 стадія                         | Задоволення власних інтересів, отримання винагороди                                                          | В залежності від ситуації, але домінування індивідуалізму. «Що я з того буду мати?», «Ти мені — я тобі!»                                                             | У взаємодії з іншими враховуються їх думки, але дитина зацікавлена в отриманні власної вигоди (винагороди)       |
| Рівень 2. Конвенційна мораль     | | | |
| 3 стадія                         | Створення сприятливих стосунків, задоволення від позитивної оцінки значущого оточення                        | «Головне — справити приємне враження на близьких». «Я гарна дитина!»                                                                                                 | Уникнення критики з боку авторитетного оточення та значущих людей у середовищі                                   |
| 4 стадія                         | Повага до влади. Необхідність в існуванні законів, фіксованих правил для встановлення порядку у суспільстві. | «Завдяки прийнятим у суспільстві законам, я зможу відстояти і свої права!»                                                                                           | Відчуття морального обов'язку та обов'язкове дотримання суспільного ладу                                         |
| Рівень 3. Постконвенційна мораль | | | |
| 5 стадія                         | Вибір на користь думок, позицій, принципів більшості.                                                        | При необхідності, закон можна змінювати. «Закон — це контракт, а не жорстка вказівка, тому, що закон створюють самі люди».                                           | Встановлення правил для блага більшості, орієнтація поведінки на справедливість й демократичні цінності людства. |
| 6 стадія                         | Уникнення самоосуду, відчуття власної гідності.                                                              | Власне сформоване стабільне сприймання справедливості. «Мораль — філософське, абстрактне уявлення». «В мене власний моральний кодекс: вищій закон — справедливість!» | Керується «універсальною етикою». Може вступати у протиріччя із прийнятими у суспільстві правилами та законами.  |

### Критика теорії морального розвитку особистості[15]
Теорія Л.Кольберга є самостійним оригінальним та значущим для психології та педагогіки дослідженням, але деякі науковці звертали увагу на те, що людина може говорити одне, а в реальному житті поводитися зовсім по-іншому: когніції та поведінка не завжди збігаються. І все ж таки, це зауваження не знижує якості та впливовості даного наукового дослідження.